# Royal Vision 2026
Royal Vision 2026, ehemals Royal FC, ist ein burundischer Fußballverein mit Sitz in der Stadt Muramvya. Aktuell, Stand Oktober 2024, spielt der Verein in der ersten Liga, der Ligue A.

## Geschichte
Wann der Verein gegründet wurde, ist unbekannt. Der Verein wurde als  Royal Football Club gegründet. 2023 wurde der Klub in Royal Vision 2026 umbenannt. Am Ende der Spielzeit 2023/24 belegte der Verein in der zweiten Liga in der Gruppe B den zweiten Platz. In den Play-off-Spielen konnte man sich gegen den Bujumbura City FC durchsetzen und stieg somit in die erste Liga auf.

## Erfolge
- Ligue B (Gruppe B): 2023/24 (2. Platz)  ▲

## Stadion
Der Verein trägt seine Heimspiele im Stade Urunani in Cibitoke aus. Das Stadion hat ein Fassungsvermögen von 7000 Personen.